# می (اکلاهما)
می(به انگلیسی: May) شهری در ایالت اکلاهما کشور ایالات متحده آمریکا است که جمعیت آن در سرشماری سال ۲۰۱۰ میلادی، ۳۹ نفر بوده‌است.